# یینگ لانگ

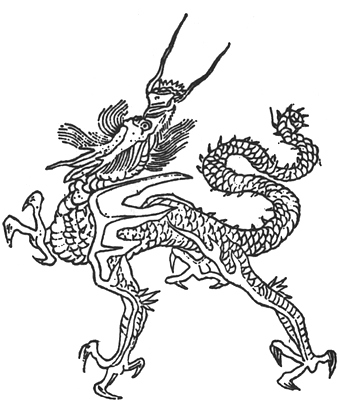
یینگ لانگ، تصویری از کتاب شان های جینگ.

یینگ لانگ یا اژدهای بالدار(به چینی ساده شده: 龙 应؛ به چینی سنتی: 龙 应؛ به پین یین: yìnglóng؛ به وید جایلز: ying-lung؛ در اصل به معنای اژدهای پاسخگو)، در اسطوره‌های چین باستان، اژدهایی بالدار است، که رب‌النوع باران به شمار می‌آید.